# کتی اسمیت
کتی اسمیت (انگلیسی: Katie Smith؛ زادهٔ ۴ ژوئن ۱۹۷۴) بازیکن بسکتبال اهل ایالات متحده آمریکا بود.
وی در مسابقات کشوری و بین‌المللی در مجموع برندهٔ ۶ مدال طلا، ۱ مدال نقره، ۱ مدال برنز شده‌است.